# Рамсей, Бертрам
Бертрам Хоум Рамсей (англ. Bertram Home Ramsay; 20 января 1883, Лондон — 2 января 1945, Париж-Орли (аэропорт), Иль-де-Франс, Франция) — британский адмирал (1943), крупный военно-морской начальник второй мировой войны.

## Биография
Бертран Хоум Рамсей родился 20 января 1883 года во дворце Хэмптон-корт, расположенном на берегу Темзы в лондонском предместье Ричмонд-на-Темзе.
В 1898 году он поступил на британский военный флот кадетом.
Во время Первой мировой войны дослужился до чина коммандера (1916), командовал эсминцем в Дуврском патруле и у Бельгийского побережья.
В 1935 году получил чин контр-адмирала, был назначен начальником штаба Флота метрополии.
С 1938 года Рамсей попал в списки отставников.
С началом Второй мировой войны возвратился на службу.
В 1940 году командовал военно-морской базой в Дувре. За организацию операции «Динамо» Рамсей стал командором ордена Бани.
Летом 1942 года, Рамсей как начальник английских военно-морских сил участвовал в подготовке плана вторжения в Нормандию, руководить которым назначили Д. Эйзенхауэра, но выполнение этого плана было перенесено на будущее.
В январе 1943 года Рамсею досталась непростая задача скоординировать действия 5 британских соединений, которые выходили из портов Ближнего Востока, с Мальты и даже прямо из Англии. Следовало доставить, высадить на Сицилию и обеспечить всем необходимым 115 тысяч английских солдат. В ходе операции «Хаски» впервые для ускорения высадки применялась перевозка части войск по морю непосредственно на десантных судах. В начале июля Рамсей со штабом прибыл на Мальту. 4 июля последовал приказ начать операцию «Хаски». За успешную высадку Рамсей получил Командорский крест Британской империи.
В октябре 1943 года союзники избрали Рамсея главнокомандующим морскими силами при высадке в Европе. Он был произведён в адмиралы. Рамсей смог все силы и опыт отдать подготовке операции «Нептун»; так назвали 7 сентября морскую часть операции «Оверлорд» по высадке в Нормандии.
8 мая 1944 года Эйзенхауэр назначил день высадки – 5 июня. 23 мая предварительный приказ получили все флотские штабы в Великобритании, после чего началось тщательно подготовленное сосредоточение кораблей и судов в исходных пунктах. 25 мая верховный командующий утвердил дату высадки, и Рамсей приказал капитанам кораблей вскрыть пакеты с инструкциями. После этого для сохранения тайны было прекращено сообщение судов с берегом. 1 июня адмирал принял командование всеми силами операции «Нептун» и руководил ими с командного пункта возле Портсмута. К утру 4 июня корабли и суда находились либо в море, либо в готовности. Плохие погодные условия заставили Эйзенхауэра отложить высадку на сутки. Система была отлажена так хорошо, что все конвои вернули сигналами по радио; лишь за одним пришлось послать корабль. Предсказанное синоптиками улучшение погоды побудило принять решение проводить операцию, ибо в противном случае её пришлось бы перенести на несколько недель. Рамсей в ходе дискуссии по поводу решения, отменять ли высадку, занял нейтральную позицию. Он сказал, что в дурную погоду можно справиться с управлением судами, однако сложно будет вести огонь из орудий с качающихся кораблей. Плохая погода, как и у Сицилии, позволила обеспечить внезапность высадки, ибо противник не ожидал вторжения и даже германская патрульная авиация была отозвана. Несмотря на высокий уровень воды, не позволивший уничтожить все подводные препятствия, десантные войска при поддержке огня многочисленной артиллерии, включая пушки с борта судов, при полном господстве на море и воздухе были высажены со сравнительно небольшими потерями. Сначала береговые батареи атаковала стратегическая, затем – тактическая авиация, далее на берег обрушился огонь линкоров и других артиллерийских кораблей поддержки.
Отряды прикрытия отразили попытки германских подводных лодок, торпедных катеров и эсминцев нанести удар по конвоям. Больший ущерб нанес шторм в середине июня, который вывел из строя одну искусственную гавань и затянул до 19 июля постройку другой. Тем не менее выгрузка на берег продолжалась. Было решено в отлив оставлять десантные суда на берегу, чтобы разгружать их прямо на суше. Так как к концу июня положение в районе высадки стабилизировалось, штаб-квартира Рамсея была переведена с корабля на берег – в Курсель. Морская боевая часть операции завершалась. Однако корабли флота участвовали в обстрелах побережья. Флот занимался восстановлением разрушенных французских портов, которые обеспечивали потребности армии в грузах. 5 июля на плацдарм высадился миллионный солдат. Значительная часть кораблей, участвовавших в операции «Нептун», направлялась на Средиземное море для доставки десанта на юг Франции. В отчете Рамсей отметил, что высадка была проведена в соответствии с планом. Сказалась не только работа над плановыми документами, но и упорная боевая подготовка, тренировка моряков и войск. Немалую роль сыграл и сам адмирал Рамсей, ибо победу обеспечило господство флота на море и авиации в воздухе. Так как германское командование начало подвергать морские перевозки атакам торпедных катеров и других военных судов, Рамсей создал эскадру из малых артиллерийских кораблей, которая днем у берега поддерживала армию, а вечерами патрулировала якорные стоянки, отбивая атаки неприятельского флота. Германский флот потерял в Ла-Манше с 1 июля по 4 августа 9 подводных лодок. Успехи противника оказались невелики.
4 сентября союзники заняли Антверпен. Порт почти не пострадал, и Рамсей считал, что необходимо очистить от немцев устье Шельды и взять остров Валхерн, чтобы Антверпен стал основным центром снабжения войск, уже страдавших от недостатка боеприпасов. 10 сентября Объединенный комитет начальников штабов убедил Эйзенхауэра в необходимости порта, но лишь в октябре Рамсей смог побудить Монтгомери принять меры для его открытия. В конце октября Рамсей подготовил операцию по взятию Валхерна. 1 ноября специально подготовленная бригада морской пехоты была на десантных судах высажена на остров, и 8 ноября гитлеровцы на Валхерне капитулировали. 26 ноября после расчистки русла первый транспорт прибыл в Антверпен, ставший главной базой снабжения армий союзников.
2 января 1945 года Рамсей погиб в авиакатастрофе под Парижем. Союзники высоко оценивали заслуги адмирала в организации десантных операций, признавая его превосходство в этом виде действий. Эйзенхауэр писал о флотоводце: «Рамсей был знающим командиром — мужественным, изобретательным, обладающим неисчерпаемым запасом энергии. Более того, все мы знали его как полезного и общительного человека, хотя иногда смеялись между собой над его педантичностью, с какой он соблюдал традиции английского военно-морского флота как главного вида вооруженных сил».
В 1945 году моряка посмертно наградили американским орденом «За заслуги». Рамсей не дожил до победы, но сыграл существенную роль в её достижении.

## Награды
- Рыцарь-командор ордена Бани (07.06.1940)
- Кавалер ордена Бани (23.06.1936)
- Рыцарь-Командор ордена Британской империи
- Кавалер Королевского Викторианского ордена
- Медали Великобритании
- Кавалер ордена Ушакова 1-й степени (СССР)
- Кавалер Большого креста ордена Почётного легиона (Франция)
- Кавалер ордена «Легион почёта» степени Командующего (США)